# Зибольд, Карл Каспар фон
Карл Каспар фон Зи́больд (нем. Carl Caspar von Siebold; 4 ноября 1736, Нидегген — 3 апреля 1807, Вюрцбург) — немецкий медик, профессор анатомии, хирургии и родовспоможения Вюрцбургского университета. Считается основателем современной хирургии.

## Биография
Карл Зибольд — единственный сын врача Иоганна Кристофа Зибольда и его супруги Эстер, урождённой Брюннинггаузен. Зибольд учился у отца, получил первый опыт, работая фельдшером во французском военном лазарете. С 1760 года изучал медицину в Вюрцбургском университете, в 1763 году сдал с отличием экзамен на врача. После нескольких поездок в Париж, Лондон и Лейден получил должность лейб-врача у князя-епископа Адама Фридриха фон Зейнгейма.
В 1769 году получил докторскую степень и служил профессором анатомии, хирургии и родовспоможения Вюрцбургского университета. В 1771 году был избран членом Леопольдины. В 1776 году Зибольд был назначен главным врачом вюрцбургской больницы, где разработал новые методы хирургии и заложил стандарты гигиены, позволившие оборудовать первый в мире современный операционный зал, работавший до 1890 года. За заслуги в войну в 1801 году Зибольд был возведён в дворянское сословие.
Среди учеников Зибольда были Франц Каспар Гессельбах, Иоганн Фридрих Меккель, Николаус Антон Фридрейх, Конрад Иоганн Мартин Лангенбек и Иоганн Петер Вейдман.
В 1766 году Карл Каспар фон Зибольд женился на Веронике Штанг (1744—1793). У супругов родились:
- Георг Кристоф фон Зибольд (1767—1798) — физиолог, отец врача Филиппа Франца фон Зибольда
- Иоганн Генрих Теодор Дамиан фон Зибольд (1768—1828) — врач
- Иоганн Бартель фон Зибольд (1774—1814) — хирург и анатом
- Адам Элиас фон Зибольд (1775—1828) — врач, отец Карла фон Зибольда, врача и зоолога.